# Chi Lưu ly
Chi Lưu ly hay Borage là một chi thực vật có danh pháp khoa học là Myosotis trong một họ thực vật có hoa là họ Mồ hôi (Boraginaceae - lấy theo tên cây mồ hôi Borago officinalis), tuy nhiên trong các văn bản về thực vật bằng tiếng Việt gọi nó là họ Vòi voi nhiều hơn, lấy theo tên loài vòi voi là Heliotropium indicum). Nguồn gốc ở châu Âu.
Tiếng Việt còn gọi Myosotis theo chữ Nho là "sơn miêu nhi nhãn" có nghĩa là "mắt con mèo núi bé con".

## Từ nguyên
Tên gọi khoa học của chi có nguồn gốc từ tiếng Hy Lạp cổ nghĩa là "tai chuột", theo hình dáng lá.

## Mô tả chung
Có khoảng 50 loài lưu ly trong chi này, và chúng khác biệt nhau một cách đáng kể. Tuy nhiên, một lượng lớn các loài có chung các đặc điểm được miêu tả như hoa màu lam-tím, nhỏ (đường kính 1 cm) với 5 cánh hoa mọc dày dặc trên các thân cây bò lan um tùm, ra hoa vào mùa xuân. Các loại màu sắc khác của hoa cũng không phải là bất thường trong chi này, với các dạng màu hồng hay trắng vẫn có thể tồn tại. Chúng hay được trồng trong vườn và các giống trồng thường có hoa với màu sắc hỗn tạp.
Hoa mọc thành xim ngắn ở ngọn thân, đài có lông, tràng màu hồng sau chuyển thành màu lam, thơm, có ống dài bằng các thùy, phía trên xẻ 5 thùy.
Các loài lưu ly có thể là cây một năm hoặc cây lâu năm. Hệ thống bộ rễ của chúng nói chung là rễ chùm. Hạt của chúng được tìm thấy trong các quả dạng quả đậu nhỏ, hình tulip dọc theo thân tới hoa. Quả đậu bám vào quần áo khi va chạm phải chúng và cuối cùng rơi xuống đất, giải phóng các hạt nhỏ để chúng có thể nảy mầm ở mọi nơi.
Các loài lưu ly bị ấu trùng của một số loài côn trùng thuộc bộ Lepidoptera phá hoại, như Xestia c-nigrum.
Các loài lưu ly khá phổ biến ở nhiều nơi. Phần lớn các loài là đặc hữu của New Zealand, mặc dù một hoặc hai loài có nguồn gốc châu Âu, đặc biệt là loài lưu ly rừng (Myosotis sylvatica) đã được đưa vào nhiều khu vực ôn đới của châu Âu, châu Á và châu Mỹ. Loài lưu ly đầm lầy (Myosotis scorpioides) còn được gọi là cỏ bò cạp.
Hoa tượng trưng cho niềm hy vọng về một mối tình chung thủy.
Hoa lưu ly là hoa biểu tượng của bang Alaska. Nó cũng là hoa chính thức của liên đoàn các bà xơ Alpha Phi (ΑΦ) và hiệp hội Alpha Phi Omega (ΑΦΩ).

## "Xin đừng quên tôi"
Trong một số ngôn ngữ, tên gọi của hoa lưu ly có nghĩa "xin đừng quên tôi". Tên tiếng Anh "Forget me not" được mượn từ tên tiếng Pháp cổ là "Ne m'oubliez pas" và được dùng lần đầu tiên vào khoảng năm 1532. Nhiều ngôn ngữ châu Âu và ngoài châu Âu khác cũng vay mượn cái tên này, chẳng hạn tiếng Nga "Незабудка" (Nezabudka) tiếng Đức "vergissmeinnicht", tiếng Ba Lan "niezapominajki", tiếng Đan Mạch "forglem-mig-ej", tiếng Hà Lan "vergeet-mij-nietje", Esperanto "neforgesumino", tiếng Triều Tiên "물망초" (勿忘草, mul mang cho), tiếng Nhật "wasurenagusa", tiếng Hebrew "זכריני" (Zichrini), tiếng Ba Tư (Farsi) "فراموشم مکن" (farâmusham makon), v.v.
Theo truyền thuyết của Đức, khi Chúa trời đặt tên cho các loài cây thì một loài cây bé nhỏ chưa có tên khóc lóc: "Ôi lạy Đức Chúa, xin đừng quên con", và Chúa trời đáp lại: "Đó sẽ là tên của ngươi". Vào thế kỷ 15 ở Đức, người ta cho rằng những người mang theo hoa này sẽ không bao giờ bị người tình quên lãng.
Truyền thuyết nói rằng trong thời Trung cổ, một hiệp sĩ cùng người tình đi dọc theo bờ sông. Chàng hiệp sĩ cố nhổ một cụm hoa, nhưng do bộ áo giáp nặng nề nên đã bị rơi xuống nước. Khi bị chìm xuống, anh ta đã ném bó hoa cho tình nhân của mình và kêu lên "xin đừng quên anh". Vì thế loài hoa này gắn liền với chuyện tình lãng mạn và định mệnh bi thảm. Nó thường được các cô gái mang theo như là biểu hiện của lòng chung thủy và tình yêu vĩnh cửu.
Vua Henry IV đã chọn loài hoa này làm biểu tượng trong thời gian ông tha hương năm 1398 và tiếp tục chọn làm biểu tượng của mình khi trở về Anh vào năm sau đó.

## Một số loài
- Myosotis albiflora
- Myosotis alpestris (M.palustris; M.scorpioides)- Lưu ly miền núi, Xin đừng quên tôi
- Myosotis antarctica
- Myosotis arvensis - Lưu ly đồng
- Myosotis asiatica - Lưu ly châu Á
- Myosotis azorica - Lưu ly Azores
- Myosotis baltica - Lưu ly Baltic
- Myosotis bothriospermoides
- Myosotis caespitosa - Lưu ly búi
- Myosotis decumbens
- Myosotis densiflora
- Myosotis incrassata
- Myosotis krylovii
- Myosotis lamottiana
- Myosotis latifolia - Lưu ly lá rộng
- Myosotis laxa - Lưu ly búi, lưu ly vịnh
- Myosotis lithospermifolia
- Myosotis nemorosa
- Myosotis popovii
- Myosotis ramosissima
- Myosotis rivularis
- Myosotis sachalinensis
- Myosotis scorpioides - Lưu ly đầm lầy
- Myosotis sicula - Lưu ly Jersey
- Myosotis sparsiflora
- Myosotis speluncicola
- Myosotis stenophylla
- Myosotis stricta (đồng nghĩa: M. discolor) - Lưu ly hoa nhỏ
- Myosotis strigulosa
- Myosotis sylvatica - Lưu ly rừng
- Myosotis verna - Lưu ly mùa xuân

## Hình ảnh

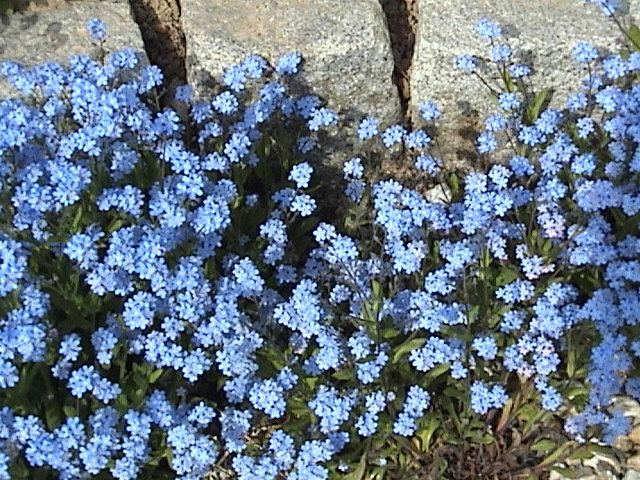
Myosotis sylvatica
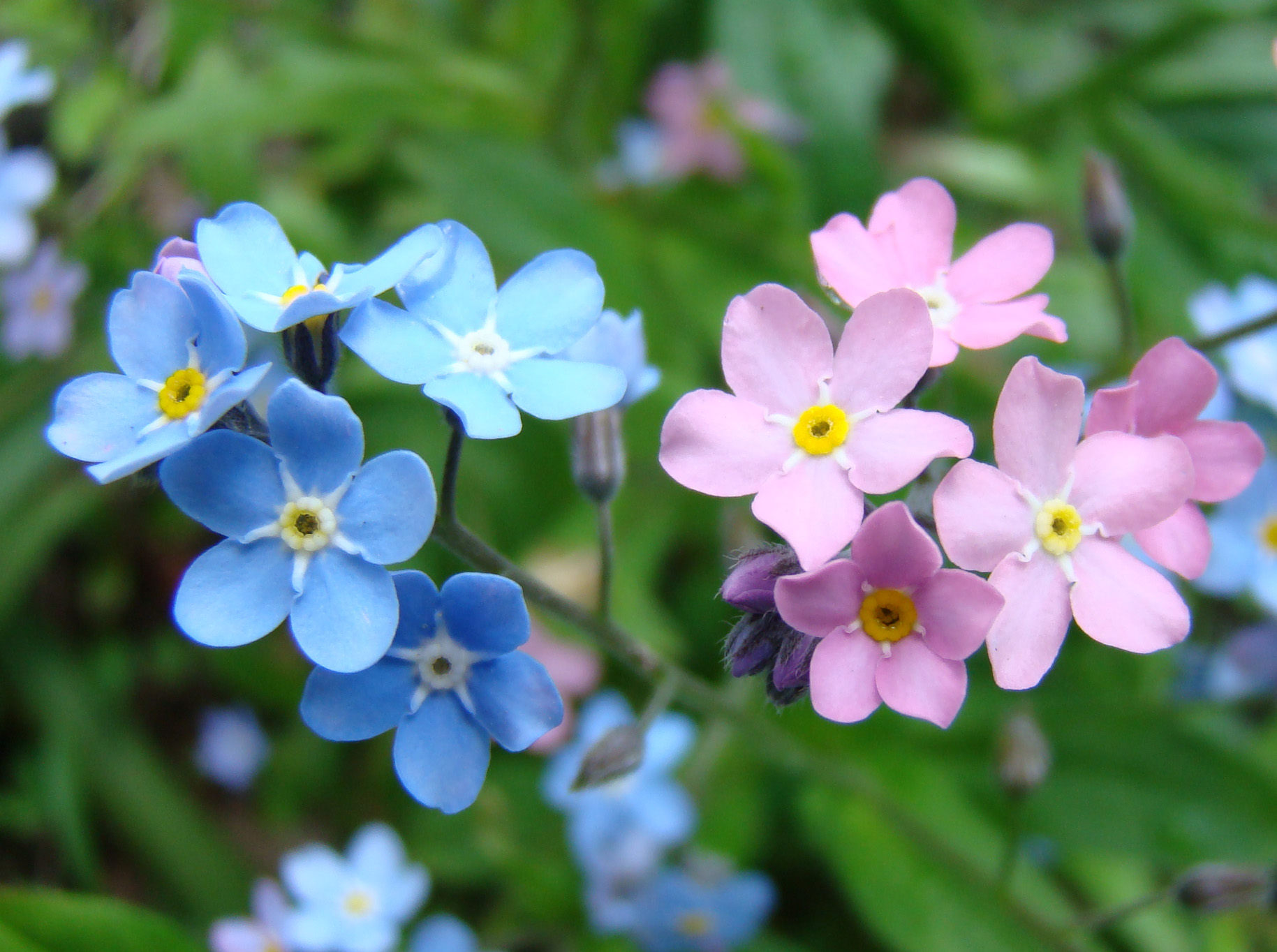
Myosotis arvensis
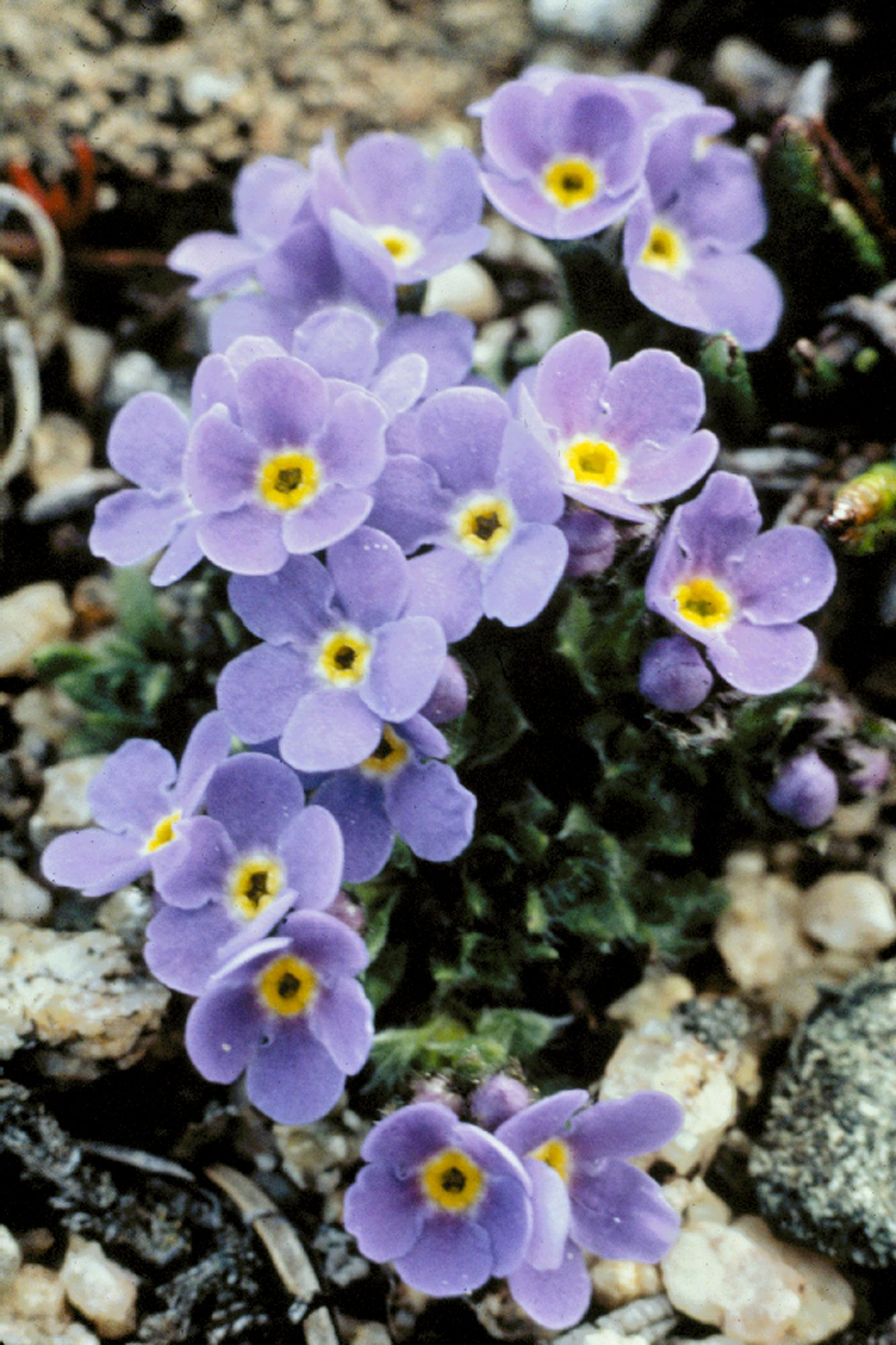
Myosotis alpestris
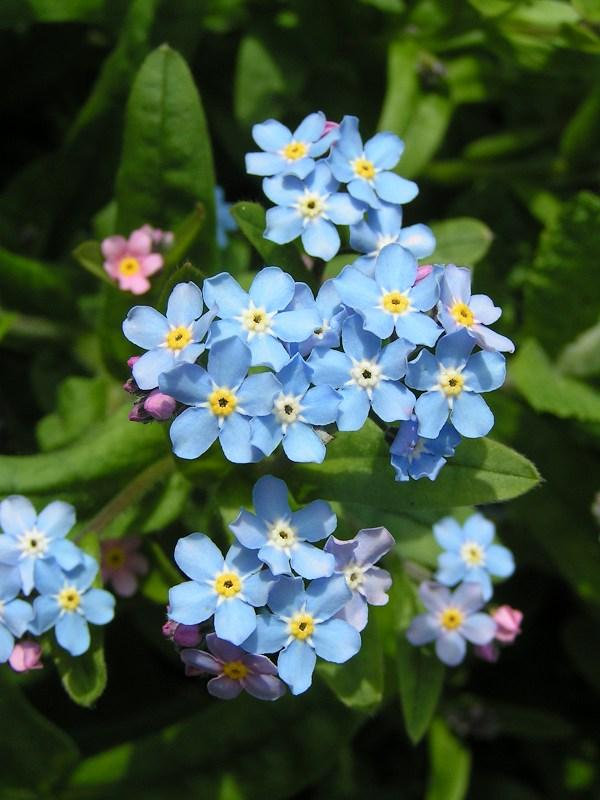
Myosotis sylvatica
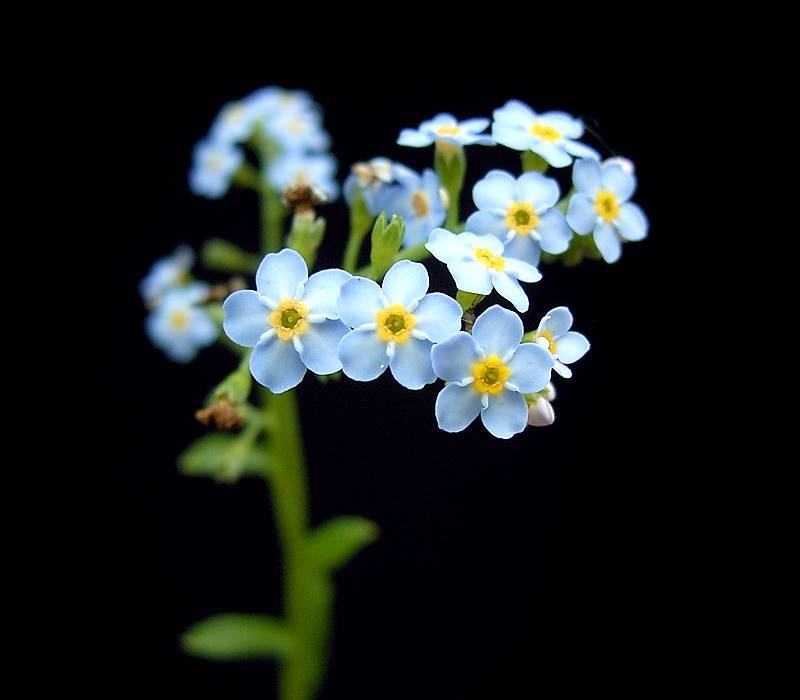
Myosotis scorpioides
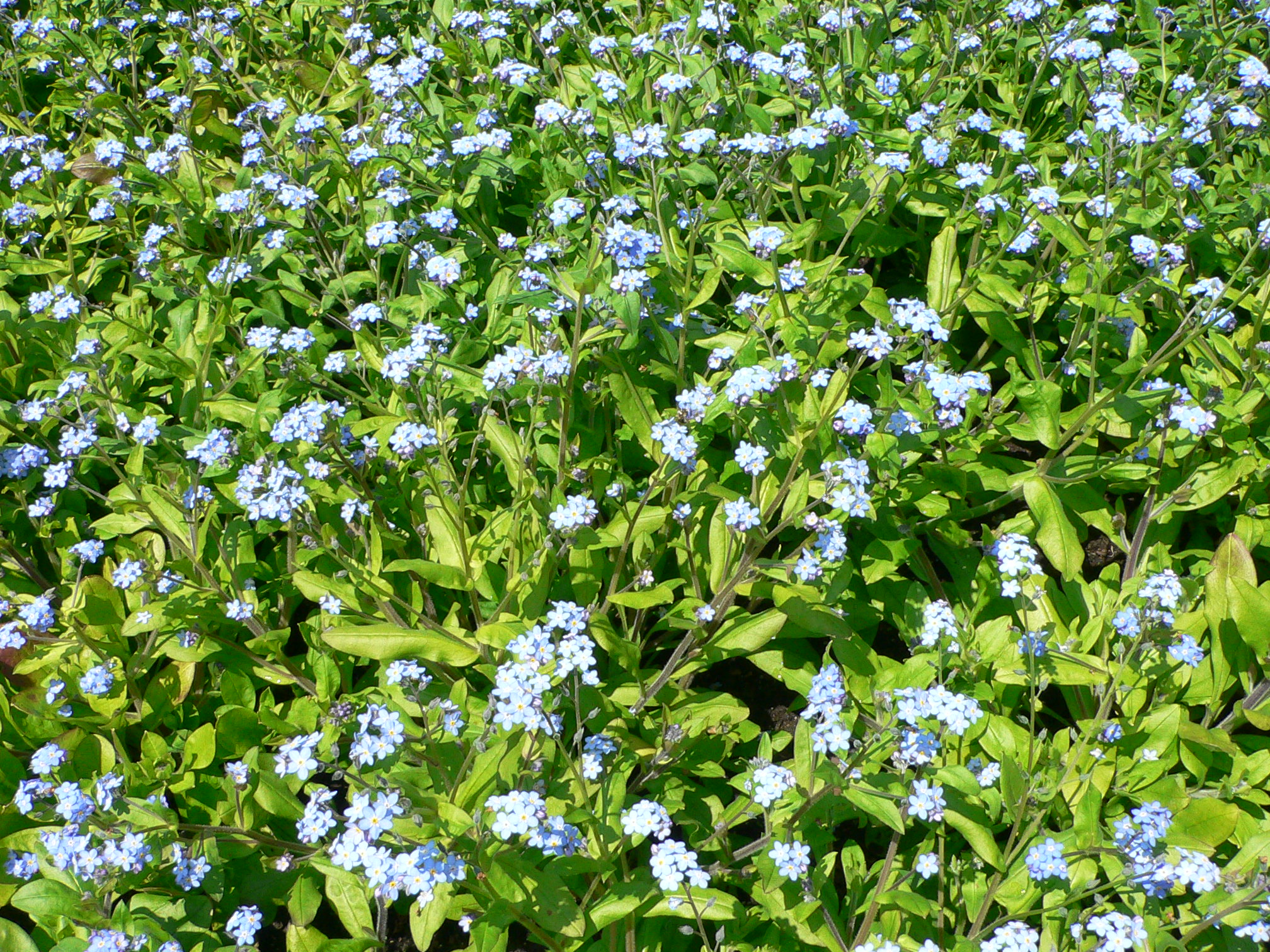
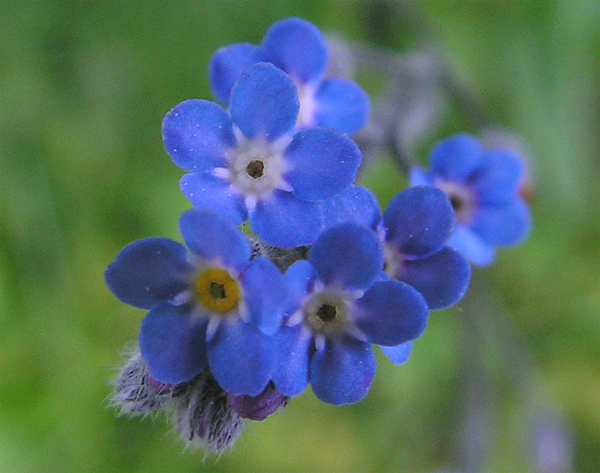